# 청송심씨묘역
청송심씨묘역은 대한민국 경기도 김포시 장기동에 있다. 2004년 10월 1일 김포시의 향토유적 제8호로 지정되었다.

## 개요
청송심씨(靑松沈氏) 심 효겸(沈 孝謙)의 묘로 자는 공술(公述). 김포시 장기동 청송심문의 중시조 11世 효겸공은 국구 영돈녕 청릉부원군의 7자로 명종 2년(1547)에 출생하여 선조 9년(1576)에 사마시로 등과한 후 선조 25년(1592) 임진란 때 의주로 몽진하는 선조를 호종하여 호성원종공신에 책록(공신록권 25면 참조)되었고 선조 27년(1594)에 홍산현감, 선조 30년(1597)에 신천군수를 지냈고 선조 33년(1600)에 54세로 졸하였다. 숙종 26년(1700)에 좌승지 동지의금부사에, 영조 11년(1735) 이조참판에 추증된 것은 모두 호성공신의 공훈을 기리기 위함이다. 공의 묘역에는 ‘중직대부행신천군수심공지묘(中直大夫行信川郡守沈公之墓)’라 새긴 옛 비와 문인석, 석등과 새로 세운 비가 있다.